# Rottweil (stacja kolejowa)
Rottweil – stacja kolejowa w Rottweil, w kraju związkowym Badenia-Wirtembergia, w Niemczech. Znajdują się tu 3 perony.